# Stuwkracht

De vier krachten die op een vliegend object werken: liftkracht, zwaartekracht, stuwkracht en luchtweerstand.

Stuwkracht is de kracht die werkt op een object door het uitstuwen van massa, bijvoorbeeld tegen een andere kracht in om dezelfde snelheid te houden, of als belangrijkste kracht die op het object werkt, om een versnelling van het object te bewerkstelligen. Dit in de ruime zin van het woord, het kan dus ook een vertraging of een verandering van richting zijn. 
Het is de reactiekracht die deze uitgestuwde massa heeft op het object. Onder andere raketmotoren, straalmotoren, propellers en scheepsschroeven werken op deze manier.
De stuwkracht is de per tijdseenheid geleverde stoot, dit is de per tijdseenheid geleverde bijdrage aan de impuls. De stuwkracht per massaeenheid van het object is de bijdrage aan de versnelling.
De term stuwvermogen (niet te verwarren met het andere natuurkundige begrip vermogen) wordt wel gebruikt voor de maximale stuwkracht die geleverd kan worden.